# Richard Aldington

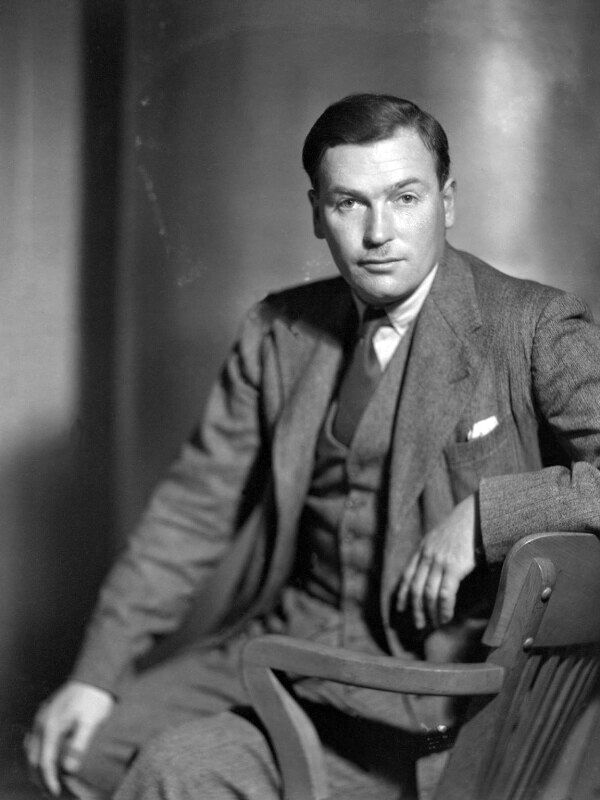
Aldington, 1931

Richard Aldington, właśc. Edward Godfree Aldington (ur. 8 lipca 1892 w Portsmouth, zm. 27 lipca 1962 w Sury-en-Vaux we Francji) – angielski powieściopisarz, poeta i krytyk literacki; jeden z czołowych twórców imagizmu.

## Życiorys
Jego rodzicami byli Albert Edward Aldington i Jesse May. Dorastał w hrabstwie Kent. Uczył się przez pewien czas w Dover College. Kiedy w 1910 rodzina przeprowadziła się do Londynu poszedł na kurs na tamtejszy University College, ale przerwał naukę po roku z powodu kłopotów finansowych ojca.
Najbardziej znany jako autor tomików poetyckich utrzymanych w nurcie imagizmu (m.in. Images (1910–1915) (1915), Images of Desire (1919), Images of War (1919)), antywojennej powieści osadzonej w realiach I wojny światowej pt. Śmierć bohatera (Death of a Hero, 1929) oraz licznych biografii, m.in. Lawrence’a z Arabii (Lawrence of Arabia: A Biographical Inquiry, 1955).
Wraz ze swoją żoną, amerykańską poetką Hildą Doolittle (H.D.), poślubioną w 1913, od połowy 1914 współpracował z londyńskim czasopismem literackim „The Egoist” pełniąc funkcję asystenta redaktora. Gdy w 1916 został powołany do wojska, jego miejsce w redakcji zajął T.S. Eliot.
W czasie walk na froncie we Francji stał się ofiarą ataku gazowego.
Działał także jako tłumacz. Przełożył między innymi Kandyda Woltera.
Prozę Aldingtona tłumaczyli na polski Halina Gądek i Karol Bunsch, poezję Leszek Engelking i Andrzej Szuba.

## Wybrane dzieła
- Images 1910–15, 1915, poezja
- Images of Desire, 1919, poezja
- Images of War, 1919, poezja
- Exile, and Other Poems, 1923, poezja
- A Fool i’ the Forest, 1924, poezja
- French Studies and Reviews, 1926, nonfiction
- Death of a Hero, 1929, proza; przekł. polski Karola Bunscha Śmierć bohatera, 1958
- The Eaten Heart, and Other Poems, 1929, poezja
- Roads to Glory, 1930, opowiadania
- The Colonel’s Daughter, 1931, proza
- Stepping Heavenward, 1931, proza
- Soft Answers, 1932, opowiadania
- All Men Are Enemies, 1933, proza; przekł. polski Haliny Gądek Wszyscy ludzie są wrogami. Powieść, 1938
- Women Must Work, 1934, proza; przekł. polski Haliny Gądek Kobiety muszą pracować. Powieść, 1937
- Life Quest, 1935, poezja
- The Crystal World, 1937, poezja
- Very Heaven, 1937, proza
- Portrait of a Genius, But…, 1950, nonfiction
- Lawrence of Arabia, 1955, nonfiction